# Tribes: Ascend
 (février 2018).
Si vous disposez d'ouvrages ou d'articles de référence ou si vous connaissez des sites web de qualité traitant du thème abordé ici, merci de compléter l'article en donnant les références utiles à sa vérifiabilité et en les liant à la section « Notes et références ».
Tribes: Ascend est un jeu de tir à la première personne multijoueur en free-to-play développé par Hi-Rez Studios. Il est sorti en téléchargement sur Windows le 12 avril 2012 et est arrivé dans la boutique de Steam le 27 juin 2012. Issu de la franchise Tribes, le jeu conserve le gameplay des précédents jeux de cette série, comme le jet pack et la possibilité de skier (skiing).

## Système de jeu

### Introduction
Tribes: Ascend est un jeu de tir à la première personne. À l'instar des précédents opus de la série, on retrouve les deux éléments qui forgent son gameplay : le réacteur dorsal (jet pack) et la possibilité de skier (skiing). En mêlant ces deux éléments, il est facile de prendre de la vitesse avec une classe légère et de se propulser dans les airs en gérant sa jauge d'énergie. Les différentes cartes du jeu sont pensées pour exploiter le skiing : il y a beaucoup de pentes et de vallons. Le jeu consiste à acquérir de la vitesse en descendant puis à la conserver en donnant de petits coups de jet pack au bon moment. Cette pratique nécessite un peu d'entrainement pour se déplacer rapidement. La plupart des armes ne sont pas instantanées et il vous faudra anticiper la trajectoire de votre cible pour espérer la toucher. La difficulté est également corsée par le fait que la trajectoire de vos tirs est aussi influencée par votre propre vitesse. Il vous faudra donc toujours essayer d'évaluer à la fois la vitesse mais aussi la direction de vos adversaires pour avoir une chance de les toucher. Le plus simple reste de prendre de la hauteur pour viser ensuite des cibles en contrebas. Dans ces conditions, l'utilisation adéquate du jet pack et de la vitesse deviennent bien entendu des éléments vitaux si vous voulez survivre en jeu.

### Équipements et classes
Tribes: Ascend propose un système de classes couplé à un système d’équipement. Les neuf classes du jeu sont réparties en 3 catégories : classes légères, classes moyennes et classes lourdes. Chaque classe peut emporter 2 armes, un objet de ceinture et un pack. Le joueur peut également choisir deux perks (avantages). Le joueur peut choisir quel équipement il va utiliser avant chaque début de partie, à chaque réapparition ou à chaque fois qu'il passe à une station d'inventaire. Les armes et autre équipements peuvent être acquis en jouant au jeu et en gagnant des points d'expérience, qui peuvent être utilisés pour débloquer classes, armes, avantages, et améliorations. Toutes les classes et équipements du jeu peuvent être débloqués en payant, mais ceux qui veulent débloquer le contenu gratuitement peuvent choisir de passer plus de temps sur le jeu. Les armes et équipements s'améliorent au fur et à mesure que le joueur les utilise. Il y a trois classes débloquées dès le début du jeu : l'Éclaireur, le Soldat, et le Juggernaut. Les autres classes doivent être débloquées avec de l'expérience.

### Classes

#### Classes légères
Ce sont des classes rapides mais peu résistantes.
Éclaireur (Pathfinder) : C'est la classe la plus rapide du jeu, les Pathfinders sont essentiels dans une partie de capture du drapeau car leur rôle principal est de capturer le drapeau ennemi. Grâce à leur vitesse, ils peuvent s'emparer du drapeau sans être poursuivis. Un autre de leur rôle peut être de poursuivre les ennemis possédant le drapeau de leur équipe.

Sentinelle (Sentinel) : Les sentinelles sont des snipers. Grâce à leur fusil de sniper, ils peuvent tuer des ennemis à très longues distances, ce qui peut leur permettre de tuer des ennemis qui se seraient emparés du drapeau.

Infiltrateur (Infiltrator) : Les capacités furtives et les explosifs lourds permettent à l'infiltrateur de dévaster les défenses ennemies.

#### Classes moyennes
Les classes moyennes ont plus de vie que celles à armures légères mais elles ont moins d'énergie. Elles sont plus lourdes donc elles sont légèrement plus lentes.
Soldat (Soldier) : Le soldat est une classe polyvalente. Il peut se sortir de beaucoup de situations, c'est une classe qui peut occuper presque tous les rôles.

Raider : Le raider est un classe d'assaut qui fournit une bonne attaque. De plus, ses packs protecteurs rallongent sa durée de vie.

Technicien (Technician) : Le technicien répare tous les éléments de la base (tourelles, générateur, véhicules...).Il peut aussi poser une tourelle.

#### Classes lourdes
Les classes lourdes sont beaucoup moins manœuvrables que les classes légères ou moyennes car elles ont moins d'énergie. Elles sont cependant très résistantes.
Juggernaut : Le Juggernaut est une classe lourde spécialisée dans l'attaque et plus particulièrement dans la destruction des installations ennemies à distance (radar, tourelles, champ de force).

Condamneur (Doombringer) : Le Comdamneur est une classe lourde spécialisée dans la défense statique (drapeau, générateur…).

Brute : La brute est une classe d'attaque lourde prévue pour l'attaque des installations intérieures de la base ennemie.

## Accueil
Tribes: Ascend a reçu un accueil généralement positif de la part de la critique. Le jeu obtient un score de 86/100 sur Metacritic, basé sur 30 critiques.
Jeuxvideo.com lui a attribué la note de 17/20.
Parmi les autres critiques, Edge a donné un 9/10, Eurogamer a donné un 10/10, GameSpot a donné un 8/10, IGN a également donné un 9/10, et PC Gamer (US) a attribué un score de 88/100.